# Peter Fechter
Peter Fechter (14 de gener de 1944 - 17 d'agost de 1962) fou un obrer de la construcció alemany que es va convertir en una de les primeres víctimes, i possiblement la més famosa, dels guàrdies fronterers alemanys en intentar creuar el Mur de Berlín amb 18 anys.

## Mort
Aproximadament un any després de la construcció del mur, Fechter va intentar escapar de la República Democràtica Alemanya juntament amb el seu amic Helmut Kulbeik. El pla consistia a amagar-se en un taller de fusteria a prop del mur per observar els moviments dels guàrdies i des d'allà poder saltar des d'una finestra en el moment adequat fins a l'anomenat corredor de la mort, una franja de terra de ningú entre el mur principal i un mur secundari i des d'allà arribar al Checkpoint Charlie a la República Federal d'Alemanya.
Això no obstant, quan intentà escalar el mur, els guàrdies varen disparar. Malgrat que Kulbeik aconseguí travessar el mur, a Fechter li van disparar a la pelvis, a la vista de centenars de testimonis, i va caure novament cap a la part oriental del mur. Des d'allà era a la vista dels testimonis al costat occidental del mur, on hi havia també periodistes. Malgrat els seus crits no va rebre ajuda mèdica per part de cap dels dos bàndols i es va dessagnar fins a morir, aproximadament una hora més tard. Aquest fet va provocar una manifestació espontània de centenars de persones al costat occidental que cridaren assassins als guàrdies fronterers.
S'ha atribuït la falta d'assistència a Fechter a la por mútua d'ambdós bàndols. Des de la RFA no es va permetre els vianants d'ajudar-lo fins i tot amenaçant-los amb armes. Igualment, es va acusar el cap de l'equadró de la RDA d'haver tingut por d'intervenir, ja que en un accident similar uns dies abans un soldat occidental n'havia matat un d'oriental.
Una hora després del tret, el cos de Peter Fechter fou retirat d'on havia caigut.

## Judici i commemoració
L'any 1997 es va celebrar un judici on dos ex-soldats de la RDA van admetre haver disparat a Peter Fechter. Varen ser acusats de la seva mort i condemnats a un any de presó. Durant el judici un metge va declarar que les ferides de Fechter eren mortals i que no hagués sobreviscut encara que se li hagués proporcionat ajuda mèdica immediata.

Arran de la Reunificació alemanya es va construir un memorial al lloc on Fechter va morir amb la inscripció 
| « | Peter Fechter (1944-1962)...només buscava la llibertat | » |

El cantautor valencià Nino Bravo va dedicar-li la cançó Libre 10 anys després de la seva mort.